# Довбиська селищна рада
Довбиська се́лищна ра́да — орган місцевого самоврядування Довбиської селищної територіальної громади Звягельського району Житомирської області. Розміщення — селище міського типу Довбиш.

## Склад ради

### VIII скликання
Рада складається з 22 депутатів та голови.
25 жовтня 2020 року, на чергових місцевих виборах, було обрано 21 депутата ради, з них (за суб'єктами висування): самовисування — 16, «Слуга народу» — 2, Всеукраїнське об'єднання «Батьківщина», «Опозиційна платформа — За життя», «Республіканська платформа» — по 1.
Головою громади обрали позапартійного самовисуванця Олега Хом'яка, вчителя математики Курненської загальноосвітньої школи.

### Перший склад ради громади (2016р.)
Рада складалась з 26 депутатів та голови.
Перші вибори депутатів ради та голови громади відбулись 28 грудня 2016 року. Було обрано 26 депутатів ради, серед них (за суб'єктами висування): 25 — самовисуванці та 1 — Радикальна партія Олега Ляшка.
Головою громади обрали позапартійного самовисуванця Юрія Домашина, тодішнього Довбиського селищного голову.

### VI скликання
За результатами місцевих виборів 2010 року депутатами ради стали:

#### За суб'єктами висування
| Суб'єкт висування         | Кількість обраних депутатів | %    |
| ------------------------- | --------------------------- | ---- |
| Самовисування             | 18                          | 60   |
| Партія регіонів           | 7                           | 23,3 |
| Українська Народна Партія | 3                           | 10   |
| Єдиний Центр              | 2                           | 6,7  |

#### За округами
| № округу                  | Прізвище, ім'я, по батькові      | Дата визнання обраним | Освіта             | Партійна приналежність                        | Відомості про обраного депутата                                |
| ------------------------- | -------------------------------- | --------------------- | ------------------ | --------------------------------------------- | -------------------------------------------------------------- |
| Єдиний Центр              |                                  |                       |                    |                                               |                                                                |
| 4                         | Якусевич Валентина Олегівна      | 05.11.2010            | середня            | позапартійна                                  | декретна відпустка                                             |
| 6                         | Меєр Алла Юріївна                | 05.11.2010            | середня спеціальна | позапартійна                                  | декретна відпустка                                             |
| Партія регіонів           |                                  |                       |                    |                                               |                                                                |
| 2                         | Сіцінський Валентин Вікторович   | 05.11.2010            | середня            | позапартійний                                 | ВАТ «Довбишавтотранс», водій                                   |
| 9                         | Купчинський Віталій Анатолійович | 05.11.2010            | вища               | позапартійний                                 | підприємець                                                    |
| 12                        | Бобер Василь Іванович            | 05.11.2010            | вища               | позапартійний                                 | Довбишська дільнична лікарня, головний лікар                   |
| 18                        | Журавський Віктор Іванович       | 05.11.2010            | середня спеціальна | позапартійний                                 | Довбишська пожежна частина, начальник караула                  |
| 19                        | Максимчук Володимир Олексійович  | 05.11.2010            | середня спеціальна | позапартійний                                 | Довбишське комунальне підприємство, директор                   |
| 22                        | Аміров Князь Магомедлогли        | 05.11.2010            | вища               | позапартійний                                 | підприємець                                                    |
| 25                        | Кисельов Ростислав Олександрович | 05.11.2010            | середня спеціальна | член Партії регіонів                          | ВАТ «Довбишський агропром технік», гол.енергетик               |
| Українська Народна Партія |                                  |                       |                    |                                               |                                                                |
| 8                         | Олійник Анатолій Адамович        | 05.11.2010            | середня            | член Української Народної Партії              | ТОВ «Корал» Довбишський порцеляновий завод, електрик           |
| 10                        | Лісановський Віктор Аркадійович  | 05.11.2010            | середня спеціальна | позапартійний                                 | пенсіонер                                                      |
| 30                        | Желінський Анатолій Анестаййович | 05.11.2010            | середня            | член Української Народної Партії              | пенсіонер                                                      |
| Самовисування             |                                  |                       |                    |                                               |                                                                |
| 1                         | Романчик Наталія Вікторівна      | 05.11.2010            | вища               | член Політичної партії «Українська платформа» | АТ «Райфазен Банк Аваль», ст.касир                             |
| 3                         | Грищук Галина Андріївна          | 05.11.2010            | вища               | позапартійна                                  | Довбишська загальноосвітня школа І-ІІІ ст., вчитель            |
| 5                         | Хом'як Ірина Володимирівна       | 05.11.2010            | вища               | позапартійна                                  | Довбишська загальноосвітня школа І-ІІІ ст., вчитель            |
| 7                         | Федоренко Сергій Петрович        | 05.11.2010            | середня спеціальна | позапартійний                                 | підприємець                                                    |
| 11                        | Кур'ята Олександр Стефанович     | 05.11.2010            | вища               | позапартійний                                 | тимчасово не працює                                            |
| 13                        | Орловська Світлана Василівна     | 05.11.2010            | вища               | позапартійна                                  | Довбишська дитяча бібліотека, бібліотекар                      |
| 14                        | Клинецький Віталій Миколайович   | 05.11.2010            | середня            | позапартійний                                 | Довбиська пожежна частина, водій                               |
| 15                        | Домашина Лариса Іванівна         | 05.11.2010            | середня спеціальна | позапартійна                                  | Довбишське відділення «Приват банк», керуюча                   |
| 16                        | Грабовський Сергій Леонідович    | 05.11.2010            | незакінчена вища   | позапартійний                                 | підприємець                                                    |
| 17                        | Гановський Анатолій Казимирович  | 05.11.2010            | середня спеціальна | позапартійний                                 | підприємець                                                    |
| 20                        | Лінкевич Світлана Броніславівна  | 05.11.2010            | вища               | позапартійна                                  | Довбишська загальноосвітня школа І-ІІІ ст., вчитель            |
| 21                        | Невмержицький Микола Іванович    | 05.11.2010            | вища               | позапартійний                                 | підприємець                                                    |
| 23                        | Грунтковський Тарас Анатолійович | 05.11.2010            | вища               | член Всеукраїнського об'єднання «Батьківщина» | Довбишська загальноосвітня школа І-ІІІ ст., соціальний педагог |
| 24                        | Медушевський Леонід Зенонович    | 05.11.2010            | середня спеціальна | член Політичної партії «Українська платформа» | Довбиська спеціальна школа-інтернат, заступник директора       |
| 26                        | Нікітюк Валентин Степанович      | 05.11.2010            | вища               | позапартійний                                 | Довбиська спеціальна школа-інтернат, гол.бухгалтер             |
| 27                        | Польова Меланія Миколаївна       | 05.11.2010            | вища               | позапартійна                                  | тимчасово не працює                                            |
| 28                        | Лісовська Олена Василівна        | 05.11.2010            | вища               | позапартійна                                  | С72 «Мрія», виконавча директора                                |
| 29                        | Тарбовський Валентин Леонідович  | 05.11.2010            | середня            | позапартійний                                 | С72 «Мрія», директор                                           |

### Керівний склад попередніх скликань
| Прізвище, ім'я, по батькові | Основні відомості                                  | Суб'єкт висування | Дата обрання | Дата звільнення |
| --------------------------- | -------------------------------------------------- | ----------------- | ------------ | --------------- |
| Домашин Юрій Григорович     | Селищний голова, 1969 року народження, освіта вища |                   | 26.03.2006   | 31.10.2010      |
| Домашин Юрій Григорович     | Селищний голова, 1969 року народження, освіта вища |                   | 31.10.2010   | 25.10.2015      |
| Домашин Юрій Григорович     | Селищний голова, 1969 року народження, освіта вища |                   | 25.10.2015   | 28.12.2016      |
| Домашин Юрій Григорович     | Селищний голова, 1969 року народження, освіта вища | Самовисування     | 28.12.2016   | 25.10.2020      |
| Хом'як Олег Михайлович      | Селищний голова, 1968 року народження, освіта вища | Самовисування     | 25.10.2020   |                 |

Примітка: таблиця складена за даними сайту Верховної Ради України

## Історія
Раду було утворено 1923 року, як Довбишську сільську, в с. Довбиш Новоград-Волинського повіту Волинської губернії. 9 грудня 1938 року реорганізована до рівня селищної ради. Від 9 вересня 1926 року до 15 серпня 1944 року — Мархлевська, далі — Довбиська.
Станом на 1 вересня 1946 року селищна рада входила до складу Довбишського району Житомирської області, на обліку в раді перебувало смт Довбиш.
11 січня 1960 року до складу ради було передано села Адамівка та Любарська Гута ліквідованої Адамівської сільської ради. 19 квітня 1965 року до складу включено села Лісова Поляна, Наталія та Осичне.
Станом на 1 січня 1972 року селищна рада входила до складу Баранівського району Житомирської області, на обліку в раді перебували смт Довбиш та села Адамівка, Лісова Поляна, Любарська Гута, Наталія, Осичне.
До 30 грудня 2016 року — адміністративно-територіальна одиниця в Баранівському районі Житомирської області з територією 70,943 км², населенням 5 338 осіб (станом на 2001 рік) та підпорядкуванням смт Довбиш та сіл Адамівка, Лісова Поляна, Любарська Гута, Наталія та Осичне.
Входила до складу Пулинського (7.03.1923 р.), Довбишського (Мархлевського; Щорського 1.09.1925 р., 14.09.1939 р.), Баранівського (17.10.1935 р., 28.11.1957 р.) районів.
У 1996—2002 та 2005—2020 роках головою селищної ради працював Юрій Домашин, який загинув у 2022 році на Херсонщині, під час відбиття російської агресії.

### Населення
Кількість населення ради, станом на 1923 рік, становила 2 029 осіб, кількість дворів — 445.
Станом на 1927 рік кількість населення сільської ради становила 3 485 осіб, з них 2 720 (49,4 %) — особи польської національності. Кількість селянських господарств — 775.
Кількість населення ради, станом на 1931 рік, становила 2 894 особи.
Відповідно до результатів перепису населення СРСР, кількість населення ради, станом на 12 січня 1989 року, становила 5 975 осіб.
Станом на 5 грудня 2001 року, відповідно до перепису населення України, кількість мешканців сільської ради становила 5 338 осіб.